# Quorum sensing

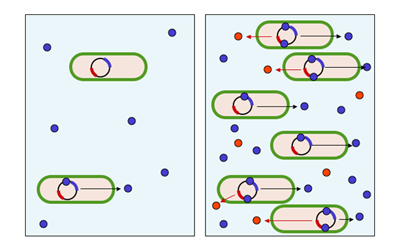
Quorum sensing: a baktériumok detektálását segítő jelmolekula alacsony koncentrációja esetén (kék pöttyök) a bakteriális termék kiválasztása gátolt. Magas koncentráció esetén a bakteriális termék (piros pöttyök) kiválasztásra kerül.

A quorum sensing (QS) vagy lokális denzitásérzékelés biológiai fogalom, a populációsűrűséggel korreláló inger-válasz rendszer. 
Tipikus formája a baktériumpopulációk egyedei közötti együttműködés: sok baktériumfaj a quorum sensing segítségével igazítja a gének kifejeződését a helyi populáció sűrűségéhez. Léteznek olyan „közös javak”, amik csak egy lokális küszöbdenzitás (quorum – jogi nyelvhasználatban határozatképes létszám) elérése után aknázhatók ki, tehát akkor, ha kellően nagyszámú, egymáshoz közeli baktériumegyed, szinkronizált módon termeli azokat. Jellemző formája a sejten kívüli emésztést segítő exoenzimek termelése, vízben rosszul oldódó vas(III)-ionokat felvehetővé tevő szideroforok vagy a patogének invazív képességét növelő virulenciafaktorok közös termelése, a bakteriocinprodukció, a biofilmképzés vagy a biolumineszcencia.
Hasonló módon döntik el egyes államalkotó rovarok a fészkelés helyét. A biológiai rendszereken kívül a lokális denzitásérzékelésnek hasznos alkalmazásai vannak a számítástechnikában és a robotika területén is.
A quorum sensing döntéshozatali folyamatként működhet bármilyen decentralizált rendszerben, amíg fennáll, hogy a rendszer egyes elemei: (a) képesek megbecsülni a többi komponens számát és (b) egyformán reagálnak a detektált komponensek küszöbértékének elérésére.

## Fordítás
- Ez a szócikk részben vagy egészben a Quorum sensing című angol Wikipédia-szócikk ezen változatának fordításán alapul.  Az eredeti cikk szerkesztőit annak laptörténete sorolja fel. Ez a jelzés csupán a megfogalmazás eredetét és a szerzői jogokat jelzi, nem szolgál a cikkben szereplő információk forrásmegjelöléseként.

## Külső hivatkozások
- Magyar Tudomány, 2010/04, Czárán Tamás: Együttműködés, kommunikáció és csalás a mikrobák világában, a quorum sensing és a kooperáció együttes evolúciója baktériumokban Archiválva 2015. április 17-i dátummal a Wayback Machine-ben
- The Quorum Sensing Website Archiválva 2015. február 14-i dátummal a Wayback Machine-ben
- Cell-to-Cell Communication in Bacteria Archiválva 2013. május 17-i dátummal a Wayback Machine-ben
- The SECOAS project—Development of a Self-Organising, Wireless Sensor Network for Environmental Monitoring
- Measurement of Space: From Ants to Robots
- Instant insight into quorum sensing from the Royal Society of Chemistry
- Bonnie Bassler: Discovering bacteria's amazing communication system Archiválva 2011. december 5-i dátummal a Wayback Machine-ben

## Ajánlott irodalom
- Dedicated issue of Philosophical Transactions B on Quorum Sensing. Some articles are freely available.[halott link]